# Distretto di Longar
Il distretto di Longar è un distretto del Perù nella provincia di Rodríguez de Mendoza (regione di Amazonas) con 1.747 abitanti al censimento 2007 dei quali 957 urbani e 790 rurali.
È stato istituito il 31 ottobre 1932.